# Ski Storsenter

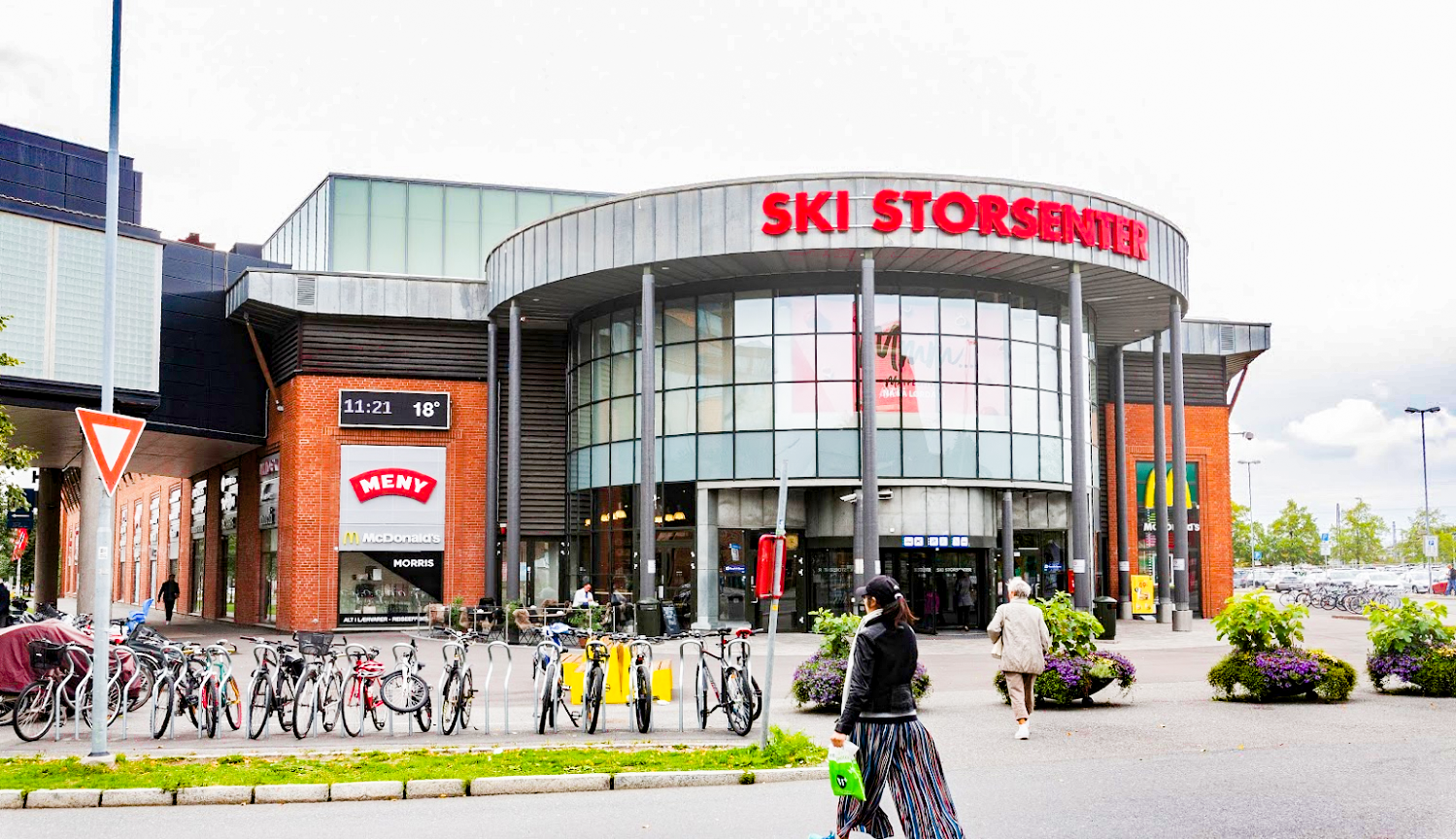
Ski Storsenter 2019.

Ski Storsenter är ett av Norges största köpcentrum. Det invigdes 1995, utvidgades 2003 och 2009 och har nu 145 butiker.
Ski Storcenter ligger centralt i staden Ski sydost om Oslo och har förutom butiker bland annat en biograf med åtta salonger. 